# Sci di fondo ai IX Giochi asiatici invernali - Staffetta femminile
La gara della staffetta femminile si è svolta il 12 febbraio 2025 allo Yabuli Ski Resor di Harbin, in Cina. 

## Risultati
| Pos | Nazione                 | Tempo     |
| --- | ----------------------- | --------- |
| 1   | Cina                    | 53:59.3   |
|     | Li Lei                  | 14:30.6   |
|     | Chi Chunxue             | 14:17.3   |
|     | Chen Lingshuang         | 12:24.6   |
|     | Diniger Yilamujiang     | 12:46.8   |
| 2   | Kazakistan              | 55:24.5   |
|     | Xeniya Shalygina        | 14:34.6   |
|     | Kamila Yelgazinova      | 15:00.3   |
|     | Angelina Shuryga        | 12:46.1   |
|     | Nadezhda Stepashkina    | 13:03.5   |
| 3   | Giappone                | 56:38.1   |
|     | Mayu Yamamoto           | 15:43.2   |
|     | Chika Kobayashi         | 14:17.1   |
|     | Yuka Yamazaki           | 12:51.4   |
|     | Karen Hatakeyama        | 13:46.4   |
| 4   | Corea del Sud           | 57:14.4   |
|     | Lee Eui-jin             | 14:36.4   |
|     | Je Sang-mi              | 15:25.1   |
|     | Lee Ji-ye               | 13:43.0   |
|     | Han Da-som              | 13:29.9   |
| 5   | Mongolia                | 1:01:23.1 |
|     | Ariuntungalag Enkhbayar | 15:43.6   |
|     | Enkhtuul Ariunsanaa     | 17:01.7   |
|     | Ariunbold Tumur         | 14:04.9   |
|     | Nomin-Erdene Barsnyam   | 14:32.9   |
| 6   | Iran                    | 1:09:41.0 |
|     | Samaneh Beyrami Baher   | 17:08.5   |
|     | Sahel Tir               | 19:08.4   |
|     | Farnoosh Shemshaki      | 16:36.2   |
|     | Atefeh Salehi           | 14:32.9   |